# アラビア語訳聖書

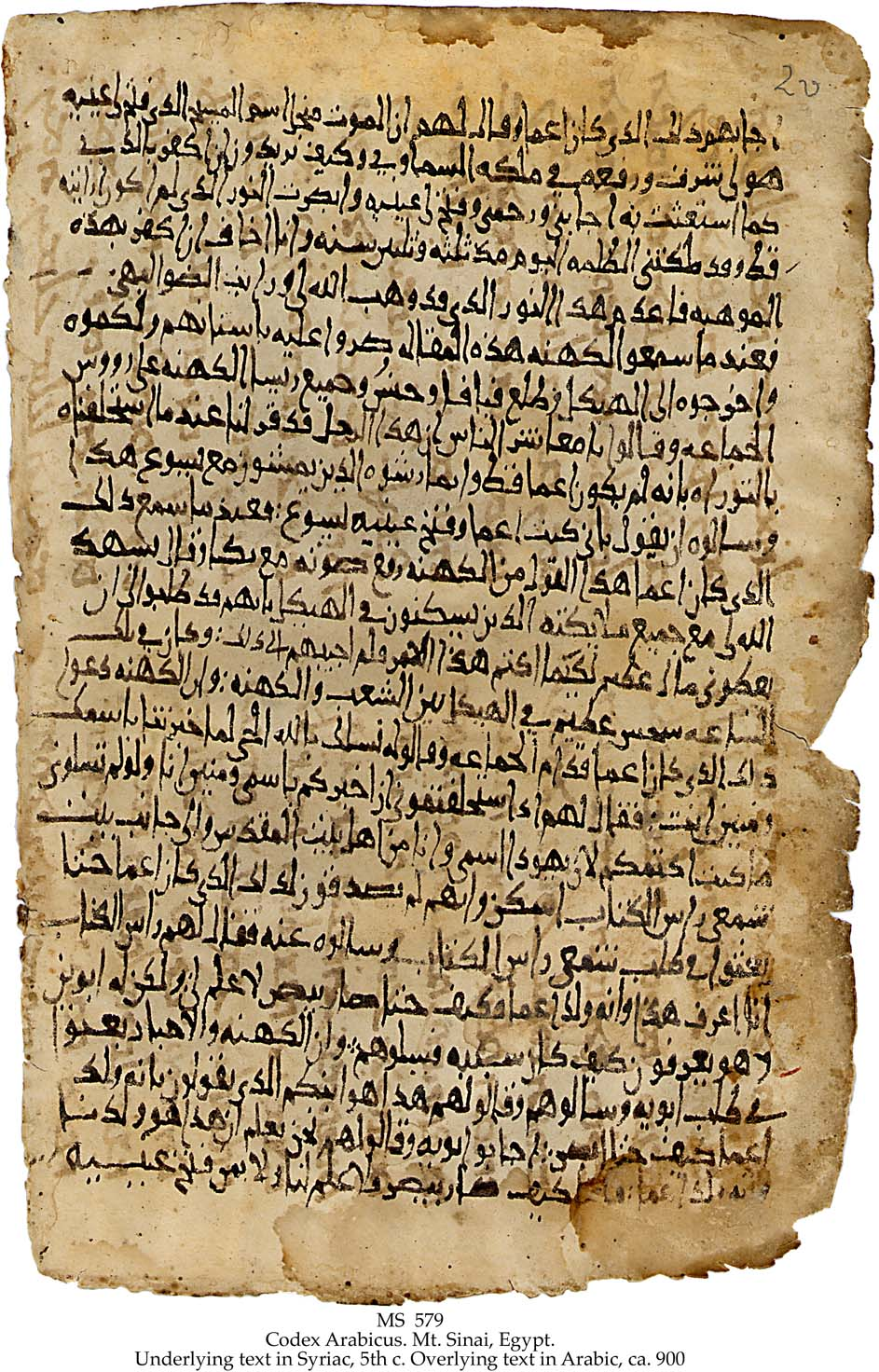
Codex arabicus（アラビア語写本）

アラビア語訳聖書（あらびあごやくせいしょ、アラビア語: ترجمة الكتاب المقدس للغة العربية）はキリスト教聖書（旧約・新約）のアラビア語への翻訳である。日常的にアラビア語を使っている国や地域で使われてきた。なお、アラビア語訳聖書において「神」は、「アッラーフ」である。

## 歴史
10世紀にサアディア・ガオン(Saadia Gaon)は、長い注解を施したタナハのアラビア語翻訳Tafsirをヘブライ文字(Judeo-Arabic)で執筆した。多くの注解は失われたが、訳文はそのまま残った。そして、イエメンユダヤ教の典礼にも用いられた。そこのシナゴーグではトーラ(モーセ五書)はヘブライ語で朗読された後に2度翻訳されて読まれるのである。最初がアラム語のタルグームであり、次がサアディアのTafsirであった。
パレスチナや、隣接するシリアやエジプトでは、イスラム教の普及以後もキリスト教徒が多く、アラム語などから翻訳されたアラビア語聖書の写本が書かれていた。シナイ半島の聖カタリナ修道院の図書館では、900年頃の「Codex arabicus」をはじめ、9世紀以降の写本が発見されている。
ヨーロッパで活版印刷技術が発展し各国語版の聖書が翻訳・出版されるようになると、アラビア語圏のキリスト教徒に向けた聖書出版の機運が起こった。1671年、カトリック教会は聖書全巻の出版を行った。この翻訳はダマスカス大司教en:Sergius Risiが監修し、en:Francis Britiusが翻訳を手伝った。
もっともポピュラーな翻訳は「ヴァン・ダイク版（Van Dyck Version）」であり、シリア宣教会とアメリカ聖書協会が財政支援した。これはエリ・スミス（1801年 - 1857年）の着想による翻訳事業であり、1847年にベイルートを中心にして開始された。エリ・スミスの死後、コルネリウス・ファン・アレン・ファン・ダイク(en:Cornelius Van Allen Van Dyck)の監修で完成した。en:Nasif al Yazijiやen:Boutros al Bustaniなどが関わっている。こうして新約聖書は1860年3月9日に完成を迎え、1865年3月10日金曜日にタナハすなわち旧約聖書もこれに続いた。この年からおよそ一千万部にも及ぶ聖書が配られ、コプト教会およびプロテスタントで使われていった。この翻訳は欽定訳聖書と同じくテクストゥス・レセプトゥスを主な底本とし、翻訳の文体的なスタイルもジェームズ王版聖書に倣った。

## 現代
1973年、国際リビングバイブル（Living Bibles International）は新しい翻訳に着手する。この計画は「the Arabic Life Application Bible」と名付けられた。Injiが1982年に出て、聖書全体は1988年に完成した。
1992年になるとできる限りの分りやすさを目論んだ動的等価翻訳であるアラビア語現代訳（Today's Arabic Version）が聖書協会から出版された。これは英語のen:Good News Translationに相当している訳である。

## アラビア語文の比較
おもなアラビア語訳聖書の本文比較は上記を参照すること。

## 参照項目
- エジプトのキリスト教 (Christianity in Egypt)
- トルコのキリスト教 (Christianity in Turkey)
- 聖書翻訳
- 言語別聖書の一覧